# Theron Strinden
Theron Strinden (Litchville, 26 de maio de 1919 - 3 de março de 2011) foi um político e empresário norte-americano
Nascido na Dakota do Norte, Strinden foi para a faculdade e depois serviu no Exército dos Estados Unidos durante a Segunda Guerra Mundial. Após a guerra, ele retornou a Litchville para trabalhar nas empresas de sua família. De 1963 a 1967 e de 1969 a 1981, foi membro do Senado do Estado da Dakota do Norte.